# 하이드로분해효소
하이드로분해효소(영어: hydro-lyase) (EC 4.2.1)는 분해효소의 일종이다. 하이드로라이에이스라고도 한다. 하이드로분해효소는 가수분해 및 산화가 아닌 방법으로 다양한 화학 결합을 분해하는 반응을 촉매한다. 특정 하이드로분해효소의 예로는 탄산무수화효소(EC 4.2.1.1) 및 푸마레이스(EC 4.2.1.2)가 있다.

## 같이 보기
- 분해효소
- 카복시분해효소